# Pancheria alaternoides
Pancheria alaternoides är en tvåhjärtbladig växtart som beskrevs av Brongn. & Gris. Pancheria alaternoides ingår i släktet Pancheria och familjen Cunoniaceae. Inga underarter finns listade i Catalogue of Life.